# Малая Екатерининская улица
Ма́лая Екатери́нинская у́лица — небольшая внутриквартальная улица в центре Москвы в Мещанском районе Центрального административного округа между Олимпийским проспектом и Орловским переулком.

## Происхождение названия
Улица была названа по расположению близ бывшего Екатерининского института благородных девиц (ныне Центральный дом Российской армии) и примыкающего к нему парка (Екатерининский парк).
Ранее называлась Шерупенковым переулком.

## Расположение
Улица начинается справа от Олимпийского проспекта чуть севернее Самарской улицы за отелем «Ренессанс» и является фактически внутридворовым проездом, который выходит на Орловский переулок.

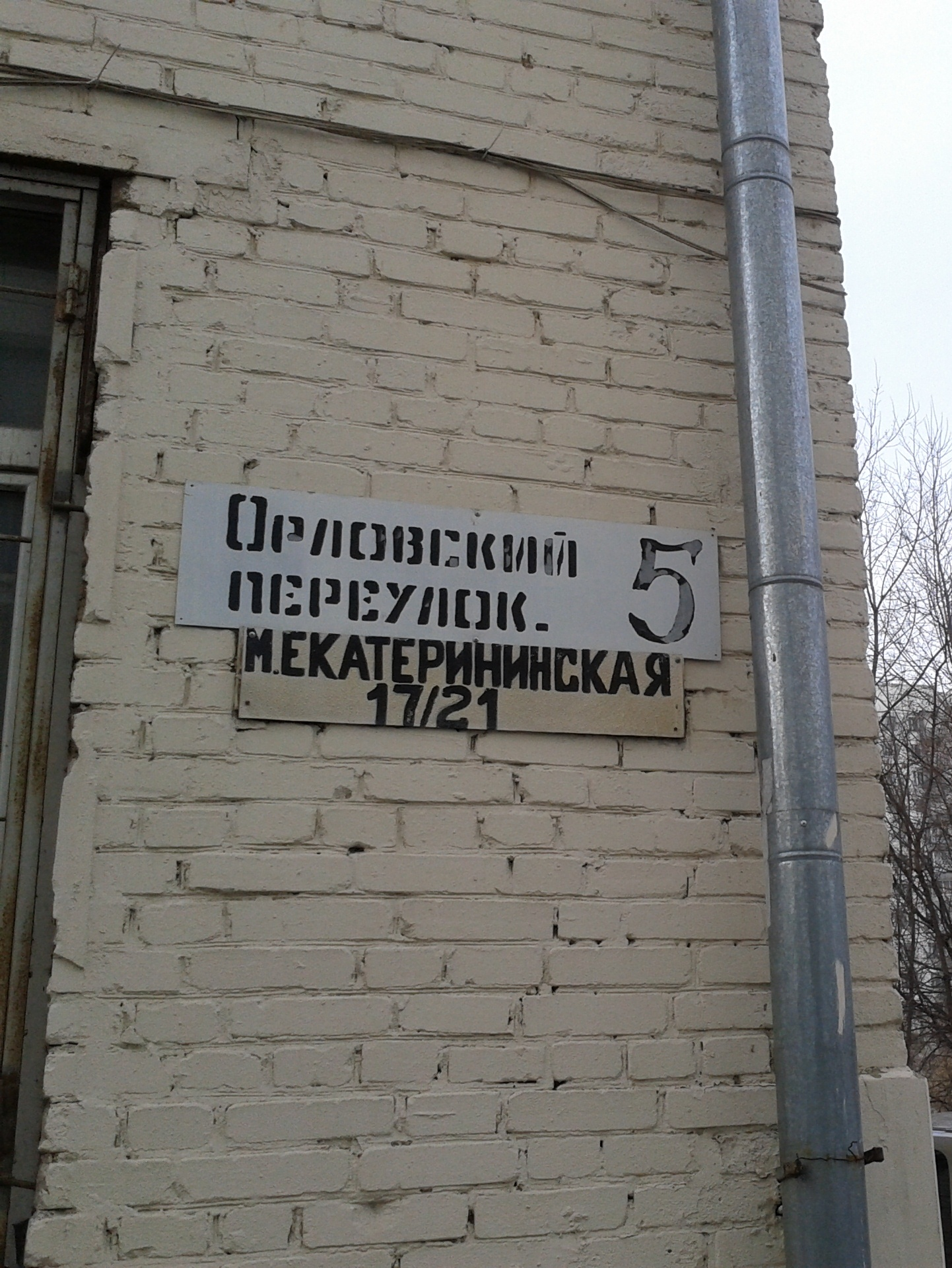
Аншлаг на доме, имеющем адрес ул. М. Екатерининская, 17/21 по данным публичной кадастровой карты

## Учреждения и организации
- Дом 17/21 — Российская фармацевтическая компания «Фарма»; инженерная ассоциация «Астрэл».